# Chevrolet Menlo
Chevrolet Menlo – elektryczny samochód osobowy typu crossover klasy średniej produkowany pod amerykańską marką Chevrolet od 2020 roku.

## Historia i opis modelu

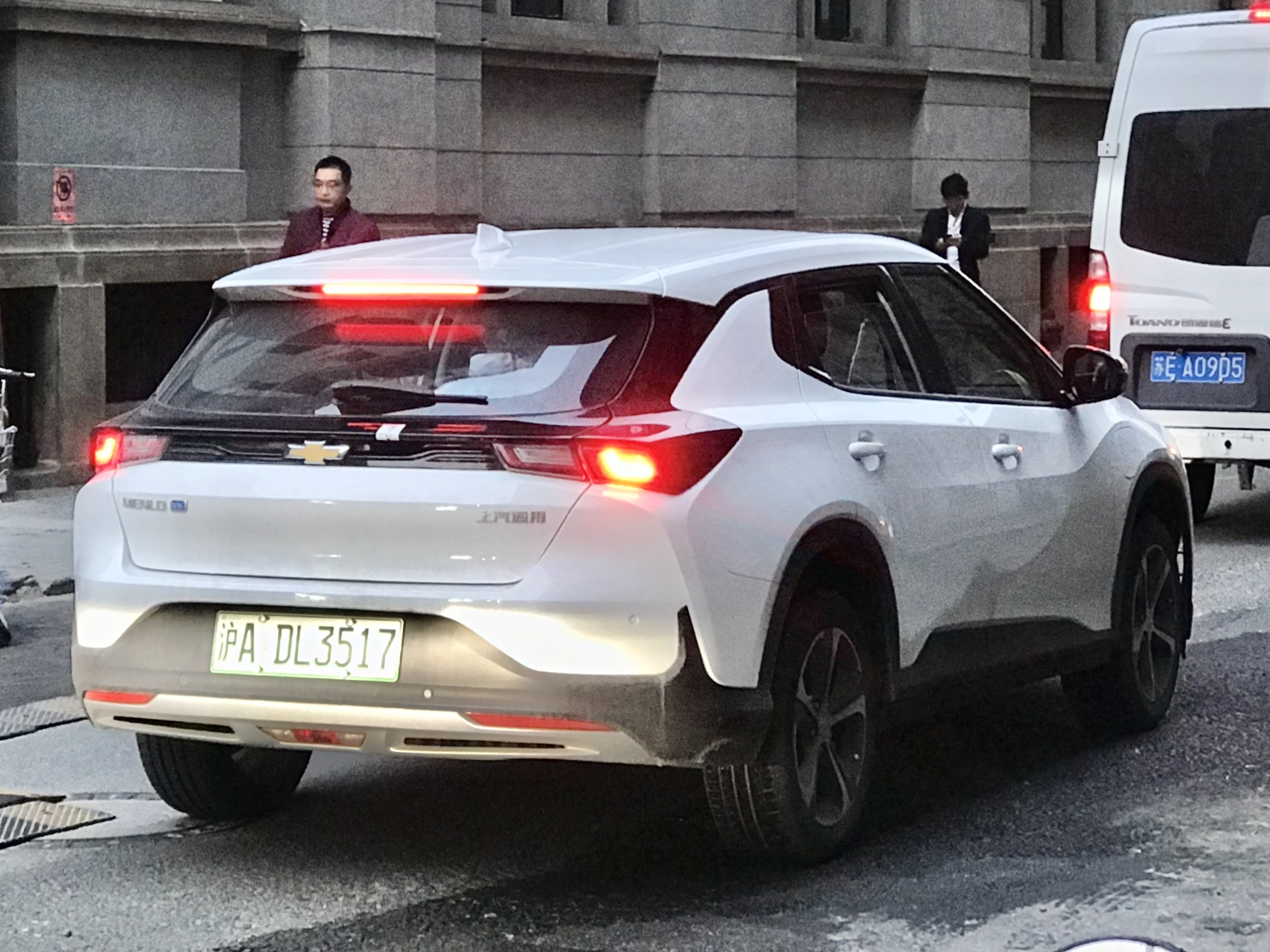
Chevrolet Menlo - tył

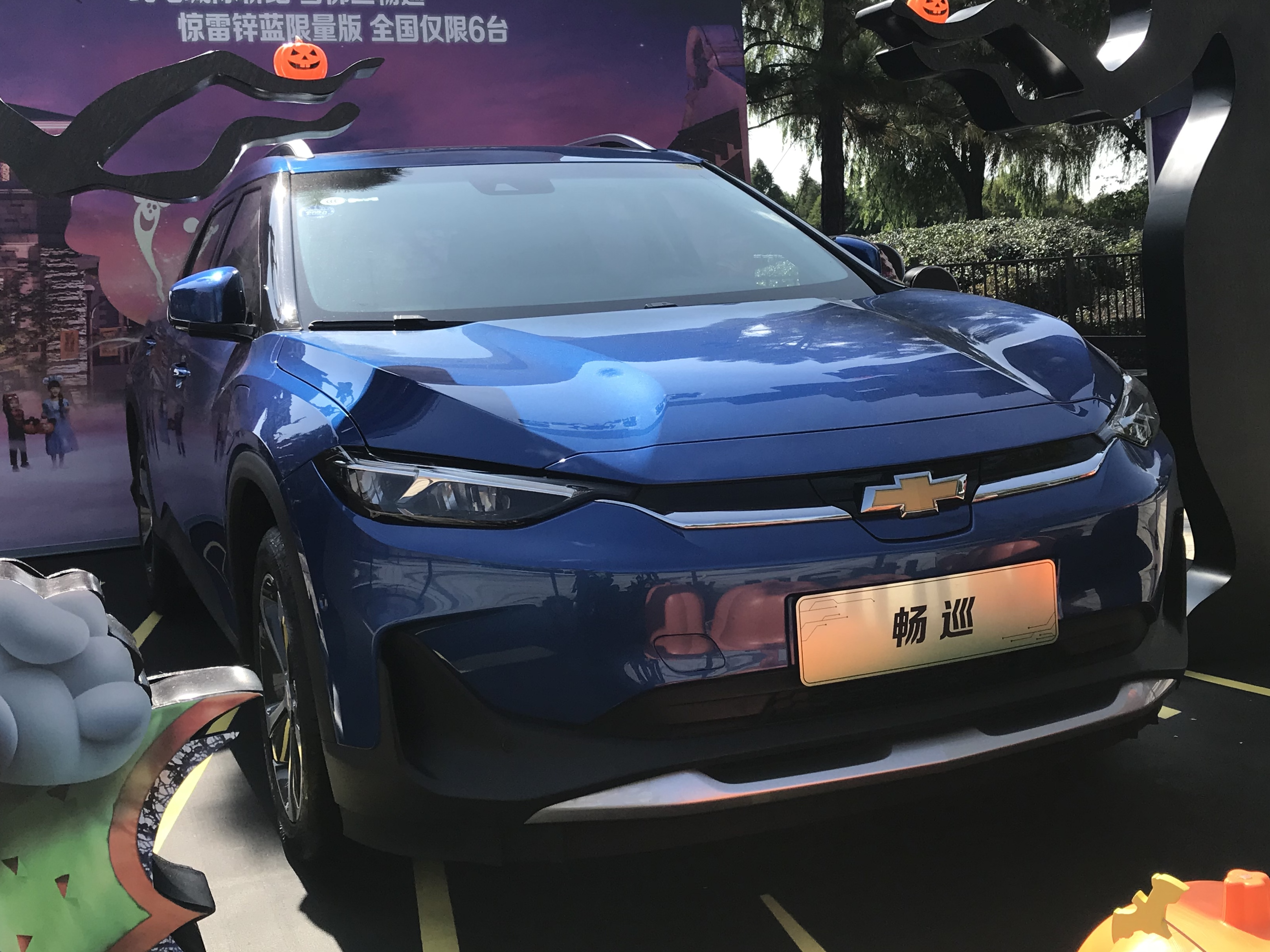
Chevrolet Menlo na prezentacji

Studyjną zapowiedzią pierwszego samochodu elektrycznego zbudowanego przez Chevroleta z myślą o rynku chińskim był prototyp Chevrolet FNR-X z 2017 roku. W produkcyjnej postaci samochód został zaprezentowany w listopadzie 2019 roku pod nazwą Chevrolet Menlo. Zbudowany na platformie pokrewnego modelu Buick Velite 6, przyjmując formę średniej wielkości crossovera.
Pod kątem stylistycznym, Menlo wyróżnia się awangardową stylistyką z licznymi przetłoczeniami, strzelistymi, wąskimi reflektorami, a także zaakcentowanymi przednimi nadkolami nisko poprowadzoną linią dachu. Charakterystycznym rozwiązaniem jest gniazdo ładowania schowane pod centralnie umieszczonym z przodu logo producenta.
Kokpit modelu zdominowany jest przez 10-calowy ekran dotykowy znajdujący się w centralnym miejscu kokpitu, oferując system MyLink nowej generacji zapewniający dostęp m.in. do radia, obsługi smartfona czy nawigacji.

### Sprzedaż
Chevrolet Menlo jest samochodem produkowanym i sprzedawanym wyłącznie z przeznaczeniem na rynek chiński. Po premierze jesienią 2019 roku, sprzedaż modelu rozpoczęła się w połowie 2020 roku.

### Dane techniczne
Układ elektryczny Menlo, identyczny co w bliźniaczym Buicku Velite 6 tworzy bateria o pojemności 52,5 kWh oraz silnik elektryczny rozwijający moc 148 KM przy 350 Nm maksymalnego momentu obrotowego. Zasięg modelu przy pełnym naładowaniu baterii wynosi ok. 410 kilometrów.